# Lucette Boulnois
Pour les articles homonymes, voir Boulnois.
Lucette Boulnois, dite Luce Boulnois, née le 11 juin 1931 à Poissy et morte le 26 juillet 2009 à Meudon est une historienne française de la route de la soie et du commerce à travers l'Himalaya.
Son ouvrage majeur, La route de la soie, paraît en 1963, est traduit en neuf langues, puis est prolongé et enrichi en 2001 par un second livre intitulé La route de la soie : dieux, guerriers et marchands. L'UNESCO la décrit comme « une autorité de renommée mondiale sur l'histoire de la légendaire route commerciale ».

## Formation
Luce Boulnois naît à Poissy le 11 juin 1931. Elle est la fille du médecin et ethnologue Jean Boulnois et de Lucette Marie Boulnois, née Fichet. Elle étudie le russe et le chinois à l'Institut national des langues et civilisations orientales (INALCO) à Paris.

## Carrière universitaire
Après l'obtention de son diplôme, Luce Boulnois travaille durant sept ans comme traductrice et grâce à ses contacts professionnels et ses voyages, elle s'intéresse à la route de la soie et à son commerce. Elle visite les pays communistes à une époque où les visiteurs occidentaux y sont peu admis et utilise ses compétences linguistiques pour accéder à des sources délaissées ou inaccessibles à la plupart des chercheurs occidentaux. Elle devient une autorité sur l'histoire de l'Asie centrale, particulièrement du Népal et du Tibet et des relations sino-népalaises. « Luce Boulnois était l'une des plus importantes savantes de l'histoire économique tibétaine. Son livre de 1983 Poudre d'or et monnaies d'argent au Tibet (principalement au XVIIIe siècle) est l'une des plus anciennes, toujours parmi les plus importantes, et malheureusement l'une des monographies les moins citées sur ce sujet ». Elle travaille au Centre national de la recherche scientifique (CNRS) pendant près de 30 ans, spécialisée en études népalaises et himalayennes, avant de prendre sa retraite en 1992. À plusieurs reprises son travail a été salué par la communauté scientifique spécialisée sur l'aire himalayenne,,,.
Le premier livre de Luce Boulnois est l'ouvrage fondateur La route de la soie, publié avec une préface du sinologue Paul Demiéville à Paris en 1963. Il est traduit en anglais et publié à Londres et à New York en 1966. Le livre est ensuite traduit en neuf langues, dont le chinois et le japonais. La première édition reçoit un accueil nuancé, salué pour sa portée et son enthousiasme mais aussi critiqué en raison de l'absence d'index et l'omission de références à certaines autorités dans le domaine,,.
En 2001, Luce Boulnois publie un ouvrage résumant ses recherches sous le titre La route de la soie : dieux, guerriers et marchands, traduit en anglais par Helen Loveday (en) et publié en 2004 sous le titre Silk Road: Monks, Warriors & Merchants on the Silk Road,.

## Mort
Luce Boulnois meurt à Meudon en 2009, âgée de 78 ans. 

## Publications

### Ouvrages
- Luce Boulnois (préf. Paul Demiéville), La route de la soie, Paris, Arthaud, coll. « Signes des temps ; 16 », 1963, 319 p. (BNF 32930325)
- Bibliographie du Népal, vol. 1 : Sciences humaines, références en langues européennes, Paris, Centre national de la recherche scientifique, coll. « Cahiers népalais » (no 1), 1969, 289 p. (ISBN 978-2-2220-1223-8)
- Bibliographie du Népal, vol. 3, t. 1 : Sciences naturelles, cartes du Népal dans les bibliothèques de Paris et de Londres, Paris, Centre national de la recherche scientifique, 1973, 122 p. (BNF 41606175)
- Luce Boulnois, Poudre d'or et monnaies d'argent au Tibet : principalement au XVIIIe siècle, Paris, Éd. du C.N.R.S., coll. « Cahiers népalais », 1983, 248 p. (ISBN 2-222-02886-8, BNF 34722030)
- Luce Boulnois, La route de la soie, Genève, Olizane, coll. « Artou », 1986, 2e éd., 350 p. (ISBN 978-2-8808-6037-0, SUDOC 013428977)
- (en) John Whelpton (Compiler) et Lucette Boulnois (Compiler), Nepal, Clio Press, coll. « World bibliographical series », 1990 (ISBN 978-0-903450-68-3)
- Luce Boulnois, La route de la soie, Genève, Olizane, 1992, 3e éd., 393 p. (ISBN 978-2-8808-6117-9, SUDOC 003411737)
- Luce Boulnois (préf. Matthias Huber), La route de la soie : dieux, guerriers et marchands, Genève, Éd. Olizane, 2010, 568 p. (ISBN 978-2-88086-383-8, EAN 9782880863838, BNF 42294416)

#### Traductions
- (de) Luce Boulnois (trad. Joachim A. Frank), Die Strassen der Seide, Vienne, Neff, 1964
- (en) Luce Boulnois (trad. Dennis Chamberlin), The Silk Road, Londres, Allen & Unwin, 1966
- Luce Boulnois, « Bogoslovskij (V. A.) : Essai sur l'histoire du peuple tibétain ou la naissance d'une société de classes. Trad. du russe. Avertissement par A. W. Macdonald », Outre-Mers. Revue d'histoire, vol. 60, no 220,‎ 1973, p. 497–498 (lire en ligne, consulté le 5 mars 2025)
- (en) Luce Boulnois (trad. Helen Loveday), Silk Road: Monks, Warriors & Merchants on the Silk Road, Hong Kong, Odyssey Books & Guides, 2004, 575 p. (ISBN 9622177204)
- (es) Lucette Boulnois, La ruta de la seda : dioses, guerreros y mercaderes, Barcelona, Ed. Península, 2004, 463 p. (ISBN 84-8307-609-8)La couv. porte en plus : La verdadera historia de Marco Polo

### Chapitres d'ouvrages
- Luce Boulnois, « Musc, or et laine : Le commerce à Lhasa au XVIIe siècle », dans Françoise Pommaret, Lhasa, lieu du divin : La capitale des Dalaï-Lama au XVIIe siècle, Genève, Éditions Olizane, 1997 (ISBN 2880861845), p. 163-189

### Articles
- Lucette Boulnois, « Le Népal et les Européens », Revue française d'histoire d'outre-mer, vol. 63, no 230,‎ 1976, p. 44–74 (ISSN 0300-9513, DOI 10.3406/outre.1976.1894, lire en ligne  [PDF], consulté le 5 mars 2025)
- Lucette Boulnois, « L'or d'Erket. Pierre le Grand et les mines d'or de l'Asie Centrale », L'Ethnographie, vol. LXXXI, no 95,‎ 1985, p. 9-50
- Luce Boulnois, « Démons et tambours au désert de Lop », Médiévales, nos 22-23,‎ 1992, p. 91-115 (DOI https://doi.org/10.3406/medi.1992.1241, lire en ligne)
- (en) Lucette Boulnois, « Himalayan archives in Paris », European Bulletin of Himalayan Research, no 3,‎ 1992, p. 23-39 (lire en ligne  [PDF])
- (en) Lucette Boulnois, « Himalayan Archives in Paris, Part Two », European Bulletin of Himalayan Research, no 4,‎ 1992, p. 22-31 (lire en ligne  [PDF])
- (en) Lucette Boulnois, Jenny Ferreux et Pierrette Massonnet, « Update of Himalayan Archives in Paris (EBHR n°3 & n°4) », European Bulletin of Himalayan Research, no 11,‎ 1996, p. 77-80 (lire en ligne  [PDF])
- (en) Lucette Boulnois, « Nepalese Traders in Lhasa », European Bulletin of Himalayan Research, nos 15-16,‎ 1998-1999, p. 32-33 (lire en ligne  [PDF])

### Préfaces
- George Bogle (trad. de l'anglais par Jacqueline Thevenet, préf. Corneille Jest, introduction de Luce Boulnois), Mission au Bhoutan et au Tibet [« Narratives of the mission of George Bogle to Tibet and of the journey of Thomas Manning to Lhasa »], Paris, Éd. Kimé, 1996
- Emmanuel Choisnel (préf. Luce Boulnois), Les Parthes et la Route de la soie, Paris, l'Harmattan, 2004, 277 p. (ISBN 2-7475-7037-1, BNF 39284756)

### Comptes rendus
- Luce Boulnois, « MacDonald (A. W.) : Matériaux pour l'étude de la littérature populaire tibétaine. II. Édition et traduction d'un fragment d'un troisième manuscrit tibétain des « Histoires du cadavre » », Outre-Mers. Revue d'histoire, vol. 60, no 221,‎ 1973, p. 723–724 (lire en ligne  [PDF], consulté le 5 mars 2025)
- Luce Boulnois, « Rachewiltz (I. de) : Prester John and Europe's Discovery of East Asia », Outre-Mers. Revue d'histoire, vol. 61, no 222,‎ 1974, p. 182–182 (lire en ligne  [PDF], consulté le 5 mars 2025)
- Luce Boulnois, « D. Gazagnadou, La poste à relais. La diffusion d'une technique de pouvoir à travers l'Eurasie. Chine — Islam — Europe », Homme, vol. 37, no 143,‎ 1997, p. 259–260 (lire en ligne  [PDF], consulté le 5 mars 2025)